# 山口裕子 (デザイナー)
山口 裕子（やまぐち ゆうこ、1955年10月24日 - ）は、高知県高知市出身のキャラクターデザイナー。第3代ハローキティデザイナー。サンリオ所属。サンリオでの役職は取締役キャラクター制作部長。

## 来歴
中学2年生のとき、美術の先生に美大進学を勧められ、高校に入ると同時にデッサン教室に通い始める。高校3年生のとき、「HOW ABOUT MILK?」という猫の絵で高知県の県展の褒状を受賞。女子美術大学に合格し、大学進学のために上京する。1978年、女子美術大学芸術学部産業デザイン科デザイン専攻卒業。
1978年、サンリオに入社。1980年、ハローキティの3代目デザイナーに就任する。本人によれば、最初はキティはあまり好きではなく、キキララのほうが好きだったという。
1970年代末期以降に顕著となったキティの人気低迷を打破すべく、徹底した顧客リサーチを行い、得られた意見に基づいた修正を繰り返した。初期のくっきりとした黒い輪郭線を無くし、ファッションに合わせて頭身を変化させ多彩なポージングを可能にするなどデザインに創意工夫を凝らすと共に、世相と流行を敏感にキャッチして取り入れることを重視してキャラクターの多様性の開拓に注力し、人気の向上に努めた。

これらの尽力が徐々に実を結び、1983年のテディベアブームに乗って描いた「テディベアを抱いたキティ」の絵から派生させる形でキティの関連キャラクターとして展開させた「タイニーチャム」の国内外での大ヒットを機に、キティ人気は急速に向上していった。
1999年にはキティのボーイフレンド「ディアダニエル」、2004年にはキティのペット「チャーミーキティ」というキャラクターを生み出し、キャラの設定を膨らませた。
ハローキティのみならず、他のキャラクターのプロデューサーとしても活躍している。たとえばセガトイズと共同開発した「ジュエルペット」のプロデューサーを担当している。テレビ朝日のマスコットキャラクターである「ゴーちゃん。」も開発・デザインした。
2012年6月、高知県の観光特使に委嘱されている。
2012年8月に、サンリオピューロランドの新アトラクションオープン記念チャリティーイベントとして「KITTYROBOT展]が表参道ヒルズで開催。アトラクションのモチーフであるキティ型ロボットを著名人、人気ブランドがデザインした120点が一堂に展示された。すべてのキティロボットがチャリティーオークションとなる。
ハローキティのファンである世界的な著名人が来日する際には、必ず一点もののハローキティのぬいぐるみをプレゼントしている。レディー・ガガ来日の際には、彼女の来日時のスタイリング（虹色のヘアスタイルや、グリーンのコートなど）を早急に模したハローキティのぬいぐるみをプレゼントし、話題を呼んだ。

## メディア出演
- 『笑っていいとも!』（フジテレビ、2010年8月17日）テレフォンショッキングのコーナーに、ハローキティと共に出演。
- 『先人たちの底力 知恵泉』（NHKEテレ、2016年9月13日）小林一三を特集した際にゲスト出演。
- 『ボクらを作ったオモチャたち シーズン2 エピソード4. ハローキティ』（Netflix オリジナル作品、2018年）8:16から出演。

## 関連書籍
- 『キティの涙』（集英社、2009年10月、森綾（著作、構成）、ISBN 9784087805444）